# Heading for Tomorrow
Heading for Tomorrow je první album německé power metalové skupiny Gamma Ray. Vydáno bylo 19. února 1990, znovu bylo vydáno v roce 2002.

## Seznam skladeb
| Pořadí | Název                               | Autor     | Délka |
| ------ | ----------------------------------- | --------- | ----- |
| 1.     | Welcome                             | Hansen    | 0:57  |
| 2.     | Lust for life                       | Hansen    | 5:19  |
| 3.     | Heaven can wait                     | Hansen    | 4:28  |
| 4.     | Space Eater                         | Hansen    | 4:34  |
| 5.     | Money                               | Hansen    | 3:38  |
| 6.     | The Silence                         | Hansen    | 6:24  |
| 7.     | Hold Your Ground                    | Hansen    | 4:49  |
| 8.     | Free Time                           | Scheepers | 4:56  |
| 9.     | Heading for Tomorrow                | Hansen    | 14:31 |
| 10.    | Look at Yourself (Uriah Heep cover) | Hensley   | 4:45  |

| Bonusová píseň na japonské verzi | Bonusová píseň na japonské verzi | Bonusová píseň na japonské verzi | Bonusová píseň na japonské verzi |
| Pořadí                           | Název                            | Autor                            | Délka                            |
| -------------------------------- | -------------------------------- | -------------------------------- | -------------------------------- |
| 11.                              | Mr. Outlaw                       | Scheepers                        | 4:09                             |

| Bonusové písně 2002 | Bonusové písně 2002 | Bonusové písně 2002 | Bonusové písně 2002 |
| Pořadí              | Název               | Autor               | Délka               |
| ------------------- | ------------------- | ------------------- | ------------------- |
| 11.                 | Mr. Outlaw          | Scheepers           | 4:09                |
| 12.                 | Lonesome Stranger   | Hansen              | 4:58                |
| 13.                 | Sail On             | Hansen              | 4:24                |

- "Look At Yourself" se vyskytuje jen na CD verzi alba.
- Tři bonusové písně ze znovuvydaného alba roku 2002 se objevily také na EP Heaven Can Wait.

## Osoby

### Gamma Ray
- Ralf Scheepers - zpěv
- Kai Hansen - kytara
- Uwe Wessel - basová kytara
- Mathias Burchardt - bicí

### Hosti
- Dirk Schlächter - basová kytara ("Space Eater & Money")
- Tommy Newton - kytara ("Freetime")
- Tammo Vollmers - bicí ("Heaven Can Wait")
- Mischa Gerlach - klávesy